# 반짝 비교정

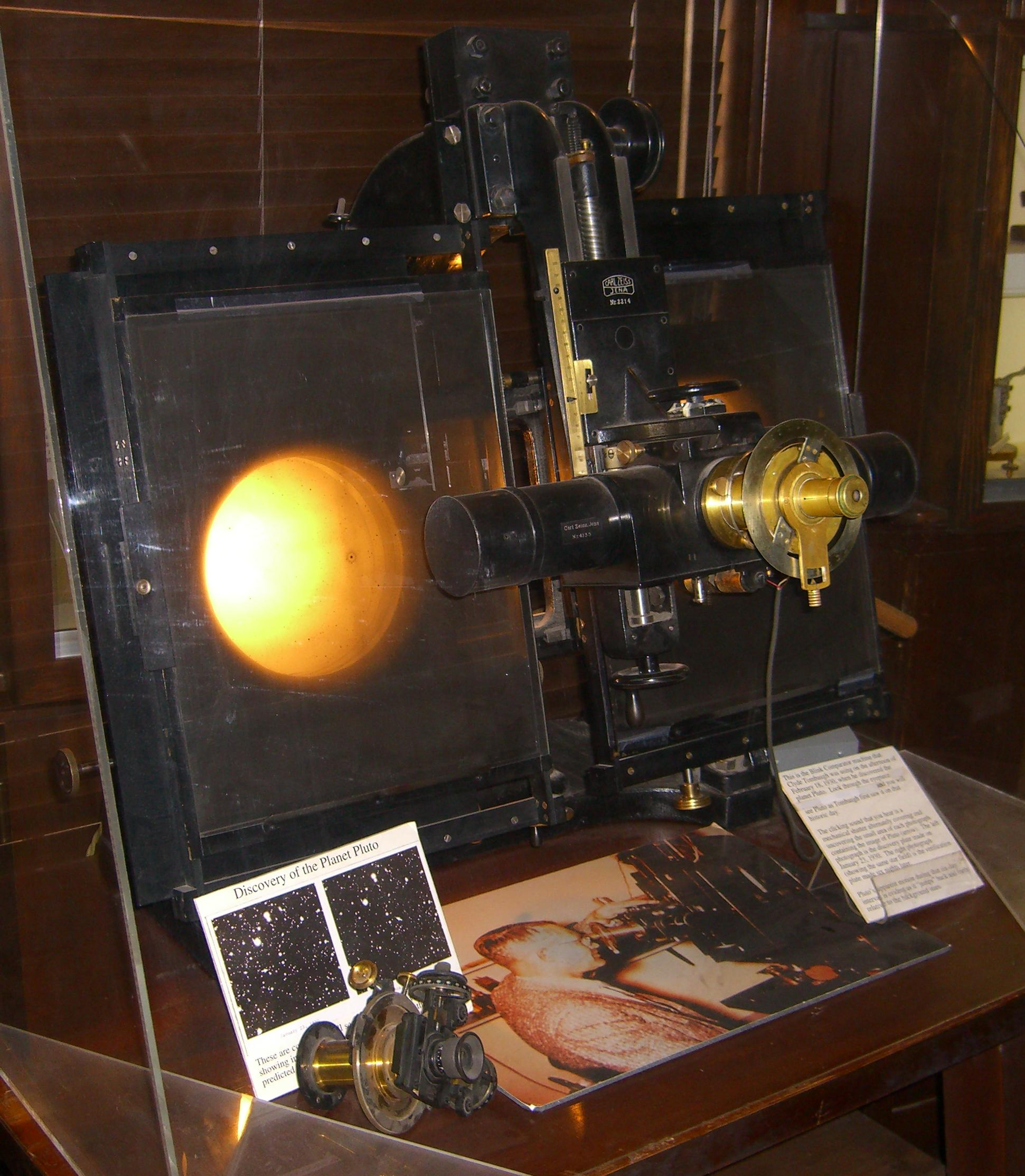
로웰 천문대의 이 반짝 비교정은 1930년 명왕성을 발견하는 데에 사용되었다.

반짝 비교정(영어: Blink comparator)은 천문학자들이 밤하늘의 두 사진 사이의 차이를 찾기 위해 사용했던 관찰 장치이다. 한 사진에서 다른 사진으로 빠르게 전환하여 서로 다른 시간에 하늘의 동일한 위치를 촬영한 두 이미지 사이를 앞뒤로 깜박인다. 이를 통해 관찰자는 밤하늘에서 시간의 경과 동안 위치가 변경된 물체를 보다 쉽게 찾을 수 있다. 1904년 칼 자이스의 물리학자 칼 풀리히가 발명했다.
며칠 간격으로 찍은 사진에서 소행성이나 혜성과 같은 빠르게 움직이는 물체들은 두 위치 사이에서 앞뒤로 점프하는 것처럼 보이며 모든 먼 별들은 정지 상태를 유지했기 때문에 눈에 띄게 나타난다. 더 긴 간격으로 촬영한 사진을 사용하면 고유운동이 변광성을 감지하거나 쌍성과 이중성을 구별 할 수 있다.
클라이드 톰보가 이 기술을 사용하여 1930년에 명왕성을 발견했다.

## 대체
현대에는 천문학적 이미지가 컴퓨터에 디지털 방식으로 저장되기 때문에 전하결합소자가 사진건판을 대체했다. 기존에 반짝 비교정이 사용하던 깜박임 기술은 이전처럼 사용되었으나, 다만 장치가 아닌 컴퓨터 화면에서 수행되었다.
영상 대차법 알고리즘은 사람의 시각 기관보다 움직이는 물체를 더 효과적으로 감지하기 때문에 깜박임 기술은 오늘날 덜 사용된다. 방향 및 운동 속도가 알려진 알려진 물체의 정확한 위치를 측정하기 위해 다른 소프트웨어 기술이 사용된다. 움직이는 물체가 제자리에 고정되도록 다수의 이미지가 중첩되고, 움직이는 물체는 별자국 사이에서 점으로 나타난다. 이것은 움직이는 물체가 매우 희미하여 여러 이미지를 겹쳐서 더 잘 보일 수있는 경우에 특히 효과적이다.

## 같이 보기
- 힌먼 콜레이터
- 시각적 비교